# Christian Verlag
Die Christian Verlag GmbH ist ein deutscher Verlag mit Sitz in München. Der Verlag gehört seit Sommer 2008 zum  Verlagshaus GeraNova Bruckmann. 

## Gründung
Laut der Verlagshomepage wurde der Christian Verlag 1947 im hessischen Bad Nauheim gegründet und verlegte fast dreißig Jahre lang überwiegend psychosoziale Titel. Sein Gründer war der Bildhauer, Verleger und Autor Knud Christian Knudsen, der zuvor schon in Berlin-Wilmersdorf an der Gründung des Pontes-Verlags beteiligt gewesen war.
Das Verlagsprogramm orientierte sich anfangs am Reeducation-Programm der westlichen Alliierten. Verlegt wurden Bücher, in denen die Ansichten der Alliierten zu verschiedenen Lebensbereichen dargelegt wurden, sowie Schilderungen der USA und Großbritanniens. 1949 wurde Knudsen der erste Mitarbeiter und Literarischer Direktor des neu gegründeten Deutschen Koordinierungsrats (DKR) der Gesellschaften für Christlich-Jüdische Zusammenarbeit mit Sitz in Bad Nauheim. In der Folge fanden auch Veröffentlichungen aus dem Umfeld der US-amerikanischen National Conference of Christians and Jews (NCCJ) und der Bewegung für eine National Brotherhood Week Eingang ins Verlagsprogramm, so zum Beispiel Schriften von Everett R. Clinchy in der Übersetzung von Hermann Ebeling, der als ehemaliger Emigrant ab 1950 Mitarbeiter der NCCJ war und von 1951 bis 1955 als deren Vertreter in Deutschland wirkte. 1952 war Ebeling Mitbegründer der Woche der Brüderlichkeit.

## Von der Reeducation zum Lifestyle
Der Verlag wurde bis 1978 von Doris Knudsen, der Frau des Gründers, geführt und dann an den Time Warner Konzern verkauft.
„Der grundlegende programmatische Wandel wurde im Februar 1978 eingeläutet, als der Verlag von Time Life Books übernommen wurde, einer Tochter des Time Warner Konzerns.“ In der Folge der neuen Besitzverhältnisse entwickelten sich die Programmschwerpunkte hin zu Genießer- und Lifestyle-Themen.
Von 2001 bis 2008 wurde der Verlag wieder konzernunabhängig und war in dieser Zeit Teil der Prestel Publishing Group.
Seit Sommer 2008 gehört er zum Verlagshaus GeraNova Bruckmann. Der Christian Verlag erhielt bereits Auszeichnungen der französischen Organisation World Cookbook und die Medaillen der Gastronomischen Akademie Deutschland (GAD). 2018 wurde "Von wegen leicht und lieblich" von Romana Echensperger als bestes Buch in der Kategorie "Getränke" mit der Goldmedaille der Gastronomischen Akademie Deutschlands ausgezeichnet.
Von 2009 bis 2015 publizierte der Christian Verlag in Kooperation mit dem Gong Verlag die Magazine LandIdee, LandIdee Wohnen&Deko, LandApotheke, LandFrisch und LandGarten. Neben seinen Schwerpunktthemen Kochen und Garten sowie Wohnen und Lifestyle hat der Verlag bis Juni 2016 den Restaurant- und Weinführer Gault-Millau herausgeben.
Zum 1. September 2018 hat der Christian Verlag das Buchprogramm des Christophorus Verlags vom OZ Verlag übernommen und erweitert damit sein Buchprogramm um das ratgebende Kreativ-Segment (u. a. Handarbeiten, Basteln, kreatives Gestalten, Kunst und Dekorieren).